# Мокроусова Олена Романівна
Мокроусова Олена Романівна (нар. 13 січня 1972 р., Івано-Франківськ) – доктор технічних наук, професор кафедри товарознавства та митної справи  Київського національного торговельно-економічного університету, лауреат Державної премії України в галузі науки й техніки (2013), дійсний член American Leather Chemists Association (з 2004).

## Освіта та практичний досвід
Закінчила в 1994 році з відзнакою Державну академію легкої промисловості України (нині Київський національний університет технологій та дизайну (КНУТД) за спеціальністю «Технологія шкіри та хутра», кваліфікація інженер-хімік-технолог.
1994-1998 рр.  навчалась в аспірантурі Київського національного університету технологій та дизайну.  1999 року захистила кандидатську дисертацію з теми «Використання сполук цирконію в хутровому виробництві для підвищення якості виробів».
1998-2013 рр. працювала на посадах асистента, доцента та професора кафедри технології шкіри та хутра КНУТД.
2009-2012 рр. ‒ докторантура КНУТД.
2012  -  захистила докторську дисертацію з теми: «Наукові основи формування структури шкіри модифікованими високодисперсними мінералами в післядубильних процесах».
З лютого 2013 р. – професор кафедри товарознавства та митної справи КНТЕУ.

### Предмети, що викладає
- «Матеріалознавство та основи технологій виробництва товарів»;
- «Безпека товарів і довкілля»;
- «Товарознавство. Взуттєві та хутряні товари»;
- «Інноваційні технології і товари»;
- «Безпечність та якість продуктів і товарів».

### Наукові інтереси
Фізико-хімічні основи цілеспрямованого формування структури та експлуатаційних властивостей шкіряних, хутрових матеріалів та взуття.

## Суспільна робота
- член Вченої ради КНТЕУ, Вченої ради факультету торгівлі й маркетингу, спеціалізованої Вченої ради КНУТД;
- член редколегії журналів «Вісник КНТЕУ», «Товари і ринки», наукового електронного журналу «Технології та дизайн» (КНУТД);
- керівник магістерської освітньої програми «Товарознавство й організація зовнішньої торгівлі».

## Дослідницька діяльність
Держбюджетні тематики фундаментальних і прикладних досліджень:
- «Фізико-хімічні основи перетворень колагену дерми при переробці в шкіру» (2005-2007 рр.);
- Розробка маловідходних екобезпечних технологій безхромового виробництва шкір» (2008-2009 рр.);
- «Фізико-хімічні основи модифікації біополімерів у виробництві шкір»  (2010-2012 рр.)
- «Створення та застосування нових поліфункціональних матеріалів в екологічно орієнтованих технологіях виробництва шкір» (2015-2016 рр.).

Міжнародні наукові проекти:
- Українсько-румунський проект «Розробка екологічно чистих технологій виробництва хутрових овчин медичного призначення» (2006-2007 рр.).

## Наукова діяльність
Автор понад 230 друкованих праць, у тому числі, 70 статей у фахових виданнях, 10 у виданнях науково-метричної бази даних Scopus, 15 авторських свідоцтв та патентів на винахід. Співавтор 10 монографій.

### Статті у фахових виданнях за період 2009-2015 рр.
- Мокроусова О. Р. Технологічні особливості застосування ОМС у рідинному оздобленні шкір / О. Р. Мокроусова // Вісник КНУТД. – 2009. – № 1. – С. 73–78.
- Мокроусова О. Р. Оптимізація жирувально-наповнювальної композиції для шкіряного напівфабрикату / О. Р. Мокроусова, А. Г. Данилкович //Вісник КНУТД. – 2010. – № 3 (53). – С. 76–83.

1. Мокроусова О. Р. Мінеральні наповнювачі для шкір. Реологічні властивості та дисперсність їх водних суспензій / О. Р. Мокроусова, В. Н. Морару // Вісник КНУТД. – 2010. – № 4. – С. 256–264.

- Мокроусова О. Р. Поліфункціональні матеріали для рідинного оздоблення шкір. Вплив модифікування монтморилоніту сполуками Cr(III) на електроповерхневі та структурні властивості дисперсій / О. Р. Мокроусова, В. Н. Морару // Вісник КНУТД. − 2011. − № 1. − С. 84–93.
- Мокроусова О. Р. Технологія отримання мінеральних пігментних концентратів для шкіряної промисловості / О. Р. Мокроусова // Вісник КНУТД. − 2011. − № 3. − С. 67−74.
- Мокроусова О. Р. Відбілювання хромового напівфабрикату з використанням модифікованого оксиду титану (IV) / О. Р. Мокроусова, А. Г. Данилкович // Вісник КНУТД. – 2007. – № 2. – С. 48–54.
- Мокроусова О. Р. Використання модифікованого карбонату кальцію в технології відбілювання хромового напівфабрикату / О. Р. Мокроусова // Вісник Хмельницького національного університету. – 2007. – № 1. – С. 122–127.
- Мокроусова О.Р. Екологічно безпечні матеріали для шкіряного виробництва / О.Р, Мокроусова, О.В. Ковтуненко, Е.Є. Касьян // Екологічна безпека. – 2012. - № 2 (14). – С. 93-97.
- Мокроусова О. Р. Роль різнофункціональних матеріалів у формуванні якісних показників готових шкір / О. Р. Мокроусова, Р. В. Качан // Вісник Хмельницького університету. – 2013. – № 3. – С. 169-174.
- Мокроусова О.Р. Сучасні напрями енергозбереження в технологіях виробництва шкіри / О. Р. Мокроусова // Вісник КНУТД. – 2013. – № 6. – С. 205-211.
- Мокроусова О.Р. Електроповерхневі явища в технологічних процесах виробництва шкіри / О.Р. Мокроусова // Вісник КНТУД. – 2014. – № 1. – С.– 110-119.